# Сосновка (Медведевський район)
Сосно́вка (рос. Сосновка, марій. Пӱнчерсола) — присілок у складі Медведевського району Марій Ел, Росія. Входить до складу Сенькинського сільського поселення.
Стара назва — Сосново.

## Населення
Населення — 167 осіб (2010; 138 у 2002).
Національний склад (станом на 2002 рік):
- лучні марійці — 85 %